# Henry FitzRoy, I duca di Grafton
Henry FitzRoy, I duca di Grafton (28 settembre 1663 – 9 ottobre 1690), è stato uno dei figli naturali del re d'Inghilterra Carlo II Stuart, avuto dalla sua amante Barbara Palmer.

## Biografia
Nato nel 1663, Henry era uno dei figli illegittimi avuti da re Carlo II d'Inghilterra con la sua amante, Barbara Palmer. Sua madre era figlia di William Villiers, II visconte Grandison, colonnello del King Charles I regiment ucciso durante la guerra civile inglese.
Nell'agosto 1672, all'età di nove anni, sposò Isabella, di soli cinque anni, figlia ed erede di Lord Henry Bennet, primo conte di Arlington. Data la giovane età dei due coniugi, la cerimonia venne ripetuta e ufficializzata il 7 novembre 1679. Dall'unione nacque Charles FitzRoy, secondo duca di Grafton.
Appena prima dell'organizzazione del matrimonio, Henry fu nominato barone di Sudbury, visconte di Ipswich e conte di Euston; nel 1675 ottenne il titolo di duca di Grafton mentre nel 1680 Carlo lo investì degli onori derivanti dall'essere membro dell'Ordine della Giarrettiera. Nel 1681 gli venne anche affidata una carica militare: fu infatti nominato colonnello dei granatieri reali.
Entrato in marina, partecipò all'assedio francese di Lussemburgo del 1684. In quello stesso anno ottenne di sostituire sir Robert Holmes alla carica di governatore dell'Isola di Wight mentre questi era accusato di alcuni crimini. Ad ogni modo, quando Holmes venne riconosciuto innocente, riprese le proprie funzioni di governatore. Nel 1686 uccise John Talbot, fratello del conte di Shrewsbury durante un duello. Venne nominato Vice-Admiral of the Narrow Seas, ricoprendo tale carica dal 1685 al 1687.
All'incoronazione di suo zio Giacomo II, aveva il titolo di Lord Alto Connestabile. Durante la ribellione del fratello James Crofts, rimase fedele al sovrano e, presso Somerset, guidò l'esercito reale.
In seguito si unì a John Churchill che, ottenuto il comando di truppe reali per fermare l'avanzata dell'esercito di Guglielmo III d'Orange e dei nobili inglesi protestanti, tradì la causa reale e si unì alle forze olandesi aristocratici.
Morì per una ferita infertagli durante la presa di Cork nel 1690. Il suo corpo venne riportato in Inghilterra per la sepoltura.
Da lui discendeva Diana Spencer, di conseguenza, se suo figlio William, principe di Galles dovesse diventare re, sarebbe il primo monarca inglese a discendere da Carlo II.

## Ascendenza
|                                                     |                 |                                  | Genitori                                    |  |  | Nonni |  |  | Bisnonni                                         |  |  | Trisnonni                    |  |
|                                                     |                 |                                  |                                             |  |  |       |  |  | James I, re d'Inghilterra, di Scozia e d'Irlanda |  |  | Henry Stuart, duca di Albany |  |
|                                                     |                 |                                  |                                             |  |  |       |  |  | James I, re d'Inghilterra, di Scozia e d'Irlanda |  |  | Henry Stuart, duca di Albany |  |
|                                                     |                 | Mary Stuart, regina di Scozia    |                                             |  |  |       |  |  | James I, re d'Inghilterra, di Scozia e d'Irlanda |  |  |                              |  |
| Charles I, re d'Inghilterra, di Scozia e d'Irlanda  |                 |                                  |                                             |  |  |       |  |  | James I, re d'Inghilterra, di Scozia e d'Irlanda |  |  |                              |  |
|                                                     |                 | Anna af Danmark                  | Frederik II, re di Danimarca                |  |  |       |  |  |                                                  |  |  |                              |  |
|                                                     |                 | Anna af Danmark                  | Frederik II, re di Danimarca                |  |  |       |  |  |                                                  |  |  |                              |  |
|                                                     |                 | Anna af Danmark                  | Sophie von Mecklenburg-Güstrow              |  |  |       |  |  |                                                  |  |  |                              |  |
| Charles II, re d'Inghilterra, di Scozia e d'Irlanda |                 | Anna af Danmark                  |                                             |  |  |       |  |  |                                                  |  |  |                              |  |
|                                                     |                 | Henri IV, re di Francia          | Antoine de Bourbon, duca di Vendôme         |  |  |       |  |  |                                                  |  |  |                              |  |
|                                                     |                 | Henri IV, re di Francia          | Antoine de Bourbon, duca di Vendôme         |  |  |       |  |  |                                                  |  |  |                              |  |
|                                                     |                 | Henri IV, re di Francia          | Jeanne III, regina di Navarra               |  |  |       |  |  |                                                  |  |  |                              |  |
| Henriette-Marie de France                           |                 | Henri IV, re di Francia          |                                             |  |  |       |  |  |                                                  |  |  |                              |  |
|                                                     |                 | Maria de' Medici                 | Francesco I de' Medici, granduca di Toscana |  |  |       |  |  |                                                  |  |  |                              |  |
|                                                     |                 | Maria de' Medici                 | Francesco I de' Medici, granduca di Toscana |  |  |       |  |  |                                                  |  |  |                              |  |
|                                                     |                 | Maria de' Medici                 | Johanna von Österreich                      |  |  |       |  |  |                                                  |  |  |                              |  |
| Henry FitzRoy, I duca di Grafton                    |                 | Maria de' Medici                 |                                             |  |  |       |  |  |                                                  |  |  |                              |  |
|                                                     | Edward Villiers | George Villiers                  |                                             |  |  |       |  |  |                                                  |  |  |                              |  |
|                                                     | Edward Villiers | George Villiers                  |                                             |  |  |       |  |  |                                                  |  |  |                              |  |
|                                                     | Edward Villiers | Audrey Saunders                  |                                             |  |  |       |  |  |                                                  |  |  |                              |  |
| William Villiers, II visconte Grandison             | Edward Villiers |                                  |                                             |  |  |       |  |  |                                                  |  |  |                              |  |
|                                                     |                 | Barbara St. John                 | John St. John                               |  |  |       |  |  |                                                  |  |  |                              |  |
|                                                     |                 | Barbara St. John                 | John St. John                               |  |  |       |  |  |                                                  |  |  |                              |  |
|                                                     |                 | Barbara St. John                 | Lucy Hungerford                             |  |  |       |  |  |                                                  |  |  |                              |  |
| Barbara Palmer, I duchessa di Cleveland             |                 | Barbara St. John                 |                                             |  |  |       |  |  |                                                  |  |  |                              |  |
|                                                     |                 | Paul Bayning, I visconte Bayning | Paul Bayning                                |  |  |       |  |  |                                                  |  |  |                              |  |
|                                                     |                 | Paul Bayning, I visconte Bayning | Paul Bayning                                |  |  |       |  |  |                                                  |  |  |                              |  |
|                                                     |                 | Paul Bayning, I visconte Bayning | Susanna Norden                              |  |  |       |  |  |                                                  |  |  |                              |  |
| Mary Bayning                                        |                 | Paul Bayning, I visconte Bayning |                                             |  |  |       |  |  |                                                  |  |  |                              |  |
|                                                     |                 | Anne Glemham                     | Henry Glemham                               |  |  |       |  |  |                                                  |  |  |                              |  |
|                                                     |                 | Anne Glemham                     | Henry Glemham                               |  |  |       |  |  |                                                  |  |  |                              |  |
|                                                     |                 | Anne Glemham                     | Anne Sackville                              |  |  |       |  |  |                                                  |  |  |                              |  |
|                                                     |                 | Anne Glemham                     |                                             |  |  |       |  |  |                                                  |  |  |                              |  |